# Head Phones President
Gli Head Phones President sono un gruppo musicale giapponese metal fondato nel 1999 dall'ex cantante J-pop ANZA insieme ai fratelli Hiro e Mar.. Le loro sonorità sono un misto fra l'experimental metal, l'alternative metal, il nu metal e l'hard rock. Sono celebri per avere una cantante femminile, cosa abbastanza insolita nella musica metal.
Si sono esibiti in vari festival, incluso il Loud Park Festival '08, Taste of Chaos, Independence-D '07 e un aspetto come supporter in occasione dell'Addict XX, condividendo il palco con artisti come Slipknot, Avenged Sevenfold, Story of the Year, In This Moment e Mucc. Il gruppo si è esibito negli Stati Uniti, Svezia, Australia, Asia ed America del Sud.

## Membri
- Anza Ohyama – cantante (1999–presente)
- Hiro – chitarra (1999–presente)
- Narumi – basso (2002–presente)
- Batch – batteria (2009–presente, membro di supporto dal 2005 al 2009)

Former members
- Kawady – basso (2000)
- Take – basso (2002)
- Okaji – batteria (2000–2004)
- Mar – chitarra (1999–2010)

## Discografia

### Album
- Vary (2003)
- Folie a Deux (2007)
- Pobl Lliw (2010)

### EP
- ID (2002)
- Vacancy (2005)
- Prodigium (2009)

### Singoli
- Escapism (2000)
- Crap Head (2001)
- De Ja Dub (2004)
- Whiterror (2005)

### DVD
- Toy's Box (2006)
- Paralysed Box (2008)
- Delirium (2011)